# ソー活
ソー活（ソーかつ）とは、TwitterやFacebookなどのソーシャルメディアを活用した就職活動。So活と表記される場合もある。
ソー活の「ソー」は、ソーシャルメディアを利用するという点に加え、双方向コミュニケーションという意味でも用いられている。

## 概要
一般的には求職者が自らの経歴を、企業が採用情報をそれぞれソーシャルメディアに掲載した上で、コメント機能などを用いて双方向コミュニケーションを図ることで相互に接触を図るもの。2011年頃から見られるようになった動きで、2011年を「ソー活元年」と呼ぶ向きもある。2012年には新語・流行語大賞のノミネートに選ばれたほか、2013年版の『現代用語の基礎知識』にも収録されるなど、一般にも定着しつつある。
アメリカ合衆国では、2013年の調査によれば、約39%の企業が採用活動の一環として応募者の情報をソーシャルメディアで調べている。一方で、日本国内における就職活動全般に占めるソー活の割合はまだ低く、同じく2013年に新卒者を対象とした調査で、わずか8.4%（MMD研究所調べ）と1割未満にとどまっているという。

## 評価
ソー活については「求職者、企業双方ともに本音を語り合える」として好意的な評価をする向きがある一方で、「ネット上でしか意見が言えないような人物はいらない」という批判もある。また企業・求職者双方ともソーシャルメディアを十分に活用できていない部分が多く、特に「ソー活」が一般化した2012年以降、採用の質が落ちたという意見も見られる。